# サラトガ (映画)
『サラトガ』（英語: Saratoga, 地名）は、1937年に製作・公開されたアメリカ合衆国の映画である。

## 概要
ジャック・コンウェイが監督、クラーク・ゲーブルとジーン・ハーロウが主演した。ハーロウは本作の製作中に亡くなり、遺作となった。
ニューヨーク州のサラトガ競馬場で一部のロケーションが行われている。

## キャスト
- デューク・ブラッドレー：クラーク・ゲーブル
- キャロル・クレイトン：ジーン・ハーロウ
- キャロルの祖父：ライオネル・バリモア
- ジェシー・キフメイヤー：フランク・モーガン
- ハートレー・マディソン：ウォルター・ピジョン
- フリッツィ：ウナ・マーケル

## スタッフ
- 監督：ジャック・コンウェイ
- 製作：バーナード・H・ハイマン
- 脚本：アニタ・ルース、ロバート・E・ホプキンス
- 音楽：エドワード・ウォード
- 撮影：レイ・ジューン
- 編集：エルモ・ヴェロン
- 美術：セドリック・ギボンズ
- 装置：エドウィン・B・ウィリス
- 衣裳：ドリー・ツリー
- 録音：ダグラス・シアラー